# Koivujärvi (Jukkasjärvi socken, Lappland, 750281-175561)
Koivujärvi är en sjö i Kiruna kommun i Lappland och ingår i Kalixälvens huvudavrinningsområde. Sjön har en area på 0,0519 kvadratkilometer och ligger 366 meter över havet.

## Delavrinningsområde
Koivujärvi ingår i det delavrinningsområde (749868-175583) som SMHI kallar för Namn saknas. Medelhöjden är 379 meter över havet och ytan är 51,83 kvadratkilometer. Räknas de 346 avrinningsområdena uppströms in blir den ackumulerade arean 6 066,75 kvadratkilometer. Avrinningsområdets utflöde Kalixälven (Kaitumälven) mynnar i havet. Avrinningsområdet består mestadels av skog (85 procent). Avrinningsområdet har 2,71 kvadratkilometer vattenytor vilket ger det en sjöprocent på 5,2 procent.